# D̦
La D̦ és una lletra que formava part de l'alfabet romanès per representar el so /z/ o /dz/ si es derivava d'una d llatina (per exemple, d̦i, pronunciat /zi/ venia del llatí die, dia). Era l'equivalent de les lletres ciríl·liques З i Ѕ.
Aquesta lletra va ser introduïda per primera vegada per Petru Maior al seu llibre de 1819 Ortographia romana sive Latino–Valachica, una cum clavis, qua penetralia originationis vocum reserantur...: " d̦ sicut Latinorum z ac cyrillicum з".
El 1844, Ioan Eliade va presentar d̦ de nou, a la seva revista Curierul de ambe sexe, com a substitut de з.
El 23 d'octubre de 1858, l'Eforia Instrucțiunii Publice de Valàquia va emetre un decret en què, entre altres normes, s'adoptava per tercera vegada d̦ en lloc del ciríl·lic з. Tanmateix, la regla no s'adoptarà completament fins més tard.
Prenent l'assumpte a les seves mans, el ministre d'Afers Interiors Ion Ghica va declarar el 8 de febrer de 1860 que qui en la seva ordre ignorés el nou alfabet de transició seria acomiadat.
A Moldàvia, l'alfabet de transició i la lletra d̦ es van adoptar molt més tard. A la seva gramàtica, publicada a París el 1865, Vasile Alecsandri va adoptar aquest signe en lloc de з, veient la coma sota d com una s petita (d̦ sovint es pronunciava /dz/, /ds/. Aquest va ser també el cas de ș — ss i ț — ts).
Aquesta carta va ser abandonada l'any 1904 i ja no s'utilitza.
Ḑ ḑ forma part de l'alfabet livonià, però s'escriu amb una cedilla.

## Codificació informàtica
Unicode no inclou caràcters precompostos per a D̦ d̦; s'han de representar amb un signe diacrític de combinació, que pot ser que no s'alinei correctament en alguns tipus de lletra. No obstant això, la seqüència de caràcter base + combinació de signes diacrítics rep un nom únic. En cas contrari, la D amb cedilla (Ḑ ḑ) és una mica un substitut com a part dels estàndards Unicode perquè el punt de vista tipogràfic de la D amb cedilla és molt semblant, però conté una coma.

D amb coma a sota.